# Power Macintosh 7600
De Power Macintosh 7600 is een personal computer die ontworpen, gefabriceerd en verkocht werd door Apple Computer van april 1996 tot november 1997. De 7600 is identiek aan de 7500 maar maakt gebruik van een PowerPC 604-processor.
Net als de 7500 is de 7600 voorzien van geavanceerde audio-videopoorten, waaronder RCA-audio in en uit, S-Video in, composietvideo in en standaard Apple videopoorten. De 7600 gebruikt een gemakkelijk toegankelijke desktopbehuizing die voor het eerst werd geïntroduceerd bij de Power Macintosh 7500. De 7600 was ook verkrijgbaar in een "DOS Compatible"-variant die een PCI-kaart bevatte met een 100 MHz Pentium-processor.
De 7600 werd eind 1997 vervangen door de Power Macintosh 7300, een van de weinige keren dat een opvolger een lager modelnummer kreeg. De reden hiervoor was dat de 7300 een gezamenlijke vervanger was voor de 7600 en de Power Macintosh 7200.

## Modellen
Beschikbaar vanaf 22 april 1996:
- Power Macintosh 7600/120:[2] 120 MHz CPU, 16 MB RAM, 1,2 GB HD, 4x CD-ROM

Beschikbaar vanaf 3 augustus 1996:
- Power Macintosh 7600/132:[3] 132 MHz CPU, 16 MB RAM, 1,2 GB HD, 8x CD-ROM

Beschikbaar vanaf 2 februari 1997:
- Power Macintosh 7600/200:[4] 200 MHz CPU, 32 MB RAM, 2 GB HD, 12x CD-ROM (enkel aangeboden in Japan)

## Specificaties
- Processor: PowerPC 604 @ 120 of 132 MHz, PowerPC 604e @ 200 MHz
- FPU : geïntegreerd in de processor
- PMMU : geïntegreerd in de processor
- Systeembus snelheid: 40 MHz
- ROM-grootte: 4 MB
- Databus: 64 bit
- RAM-type: 70 ns 168-pin DIMM
- Standaard RAM-geheugen: 16 MB
  - Uitbreidbaar tot maximaal 1 GB[a]
  - RAM-sleuven: 8
- Standaard video-geheugen: 2 MB VRAM
  - Uitbreidbaar tot maximaal 4 MB VRAM
- Standaard diskettestation: 3,5-inch, 1,44 MB (manueel)
- Standaard harde schijf: 1,2 of 2 GB (SCSI)
- Standaard optische schijf: 4x, 8x of 12x CD-ROM
- Uitbreidingssleuven: 3 PCI
- Type batterij: 3,6 volt lithium
- Uitgangen:
  - 1 ADB-poort (mini-DIN 4) voor toetsenbord en muis
  - 1 video-poort (DB-15)
  - 1 SCSI-poort (DB-25)
  - 2 seriële GeoPort poorten (mini-DIN 9)
  - 1 audio-uit (3,5 mm jackplug)
  - 1 microfoon (3,5 mm jackplug)
  - 2 ethernet (AAUI en RJ-45)[b]
  - 2 video-in: S-Video- en RCA-poort
  - 2 audio-in: RCA-poorten links en rechts
  - 2 audio-out: RCA poorten links en rechts
- Ondersteunde systeemversies: 7.5.3 t/m 9.1
- Afmetingen (hxbxd): 15,6 cm × 36,5 cm × 43,0 cm[5]
- Gewicht: 10 kg

Uit productie: 1984: Macintosh 128K, Macintosh 512K · 1985: Macintosh XL · 1986: Macintosh Plus · 1987: Macintosh II, Macintosh SE · 1988: Macintosh IIx · 1989: Macintosh SE/30, Macintosh IIcx, Macintosh IIci, Macintosh Portable · 1990: Macintosh IIfx, Macintosh Classic, Macintosh IIsi, Macintosh LC serie · 1991: Macintosh Quadra 700, Macintosh Quadra 900, Apple PowerBook · Macintosh Classic II · 1992: Macintosh IIvx, Macintosh Quadra 950, PowerBook Duo, Macintosh Performa serie · 1993: Macintosh Centris serie, Macintosh Color Classic, Macintosh TV · Apple Workgroup Server · 1994: Power Macintosh · 1997: Power Macintosh G3, PowerBook G3, Twentieth Anniversary Macintosh · 1998: iMac · 1999: iBook, Power Mac G4 · 2000: Power Mac G4 Cube · 2001: PowerBook G4 · 2002: eMac, iMac G4 · 2003: Xserve, Power Mac G5 · 2004: iMac G5 · 2005: Mac mini · 2006: MacBook · 2015: MacBook (Retina) · 2017: iMac Pro

Huidige modellen: MacBook Air, MacBook Pro, iMac, Mac mini, Mac Studio, Mac Pro